# Rozpad Ruska
Rozpad Ruska je hypotetický rozpad Ruské federace z jednotného státu na různé potenciální nezávislé nástupnické státy. Tento termín se používá v odborné literatuře a publicistice v diskusích o ruské státnosti a výzvách, které jsou vnímány jako ohrožení jednoty a celistvosti ruského státu.
Současná Ruská federace je primárním nástupnickým státem Sovětského svazu. O různých trendech a problémech, které mohou zpochybnit trvalost jednotné Ruské federace, veřejně i v akademické obci diskutovaly osobnosti jako Garry Kasparov, Michail Leontjev, Herman Gref, Maxim Kalašnikov, Sergej Kurginiňan, Alexandr Prochanov, Natalja Naročnickaja a Dmitrij Medveděv.

## Historické precedenty
„Precedens“ v tomto kontextu do značné míry znamená „předcházející 21. století, a zejména rusko-ukrajinské válce“.

### Ruské impérium

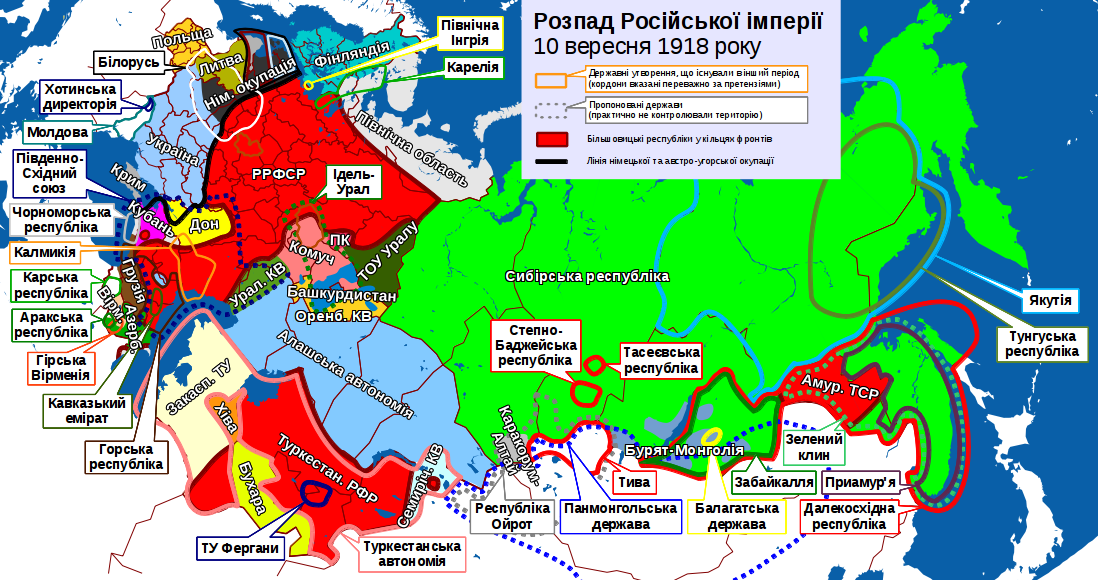
Zhroucení ruského impéria v září 1918. Řada komentátorů (ruských i neruských, proruských i protiruských) předpokládá, že se taková situace může v budoucnu opakovat.

Britský historik Geoffrey Hosking se domnívá, že součástí politiky úřadů Ruské říše byla rusifikace, která přispěla k centralizaci moci a odstranění místních privilegií. Cílem rusifikace bylo podle něj také dát všem národům ruské říše pocit sounáležitosti s Ruskem, jeho minulostí a tradicemi. Aktivní rusifikace západních etnických předměstí začala v první polovině 19. století a zesílila v 60. letech 19. století po posledním polském povstání. Místo sjednocujícího faktoru však tato politika naopak obraz Ruska poškozovala.
V důsledku toho loajalita menšin (v rámci ruské říše) ještě více poklesla, což podnítilo jejich národněosvobozenecká hnutí, která nepřispěla ani ke zklidnění, ani k jednotě obyvatelstva v rámci říše. Ve skutečnosti to dokonce znepřátelilo národy dříve přátelské vůči carské vládě, což se stalo jednou z příčin budoucího rozpadu ruského impéria.
Ideologové sibiřského regionalismu (polovina 50. let 19. století – počátek 20. století) považovali Sibiřany za samostatný národ odlišný od etnických Rusů. Mezi vědci se našli jak odpůrci, tak zastánci tohoto názoru. V roce 1918 došlo ke krátkodobému vzniku Sibiřské republiky jako formálního státu.
K prvnímu rozpadu Ruska došlo v roce 1917. Po únorové revoluci začaly aktivní procesy dezintegrace, které probíhaly v hospodářské, sociální a sociálně-politické oblasti a které nakonec vedly k ukončení existence jednotného státu. Ruská občanská válka skončila vznikem SSSR, ztrátou Moldavska, které bylo připojeno k Rumunsku, a uznáním nezávislosti bývalých ruských území: Finsko, Polsko, Estonsko, Lotyšsko, Litva a Tuvinská lidová republika.

### Sovětský svaz
V Sovětském svazu na jedné straně rostl počet národně-teritoriálních celků a zvyšoval se jejich status, ale na druhé straně probíhal proces centralizace. Od poloviny 20. let 20. století probíhala v národnostních oblastech SSSR korenizace, což znamenalo zavádění národně-teritoriálních jazyků a národních kádrů do státního a společenského života s cílem rozvíjet národní identitu. Tento proces také přispěl k růstu regionálního nacionalismu bojujícího s „velmocí“, což vedlo k rozvoji odstředivých tendencí. Na konci 30. let (zejména v letech 1932-1933) byla korenizace omezena a mnozí její aktivní účastníci byli potlačeni. Plošné zavedení ruštiny jako jazyka mezietnické komunikace do značné míry vytlačilo místní jazyky.

### Ruská federace

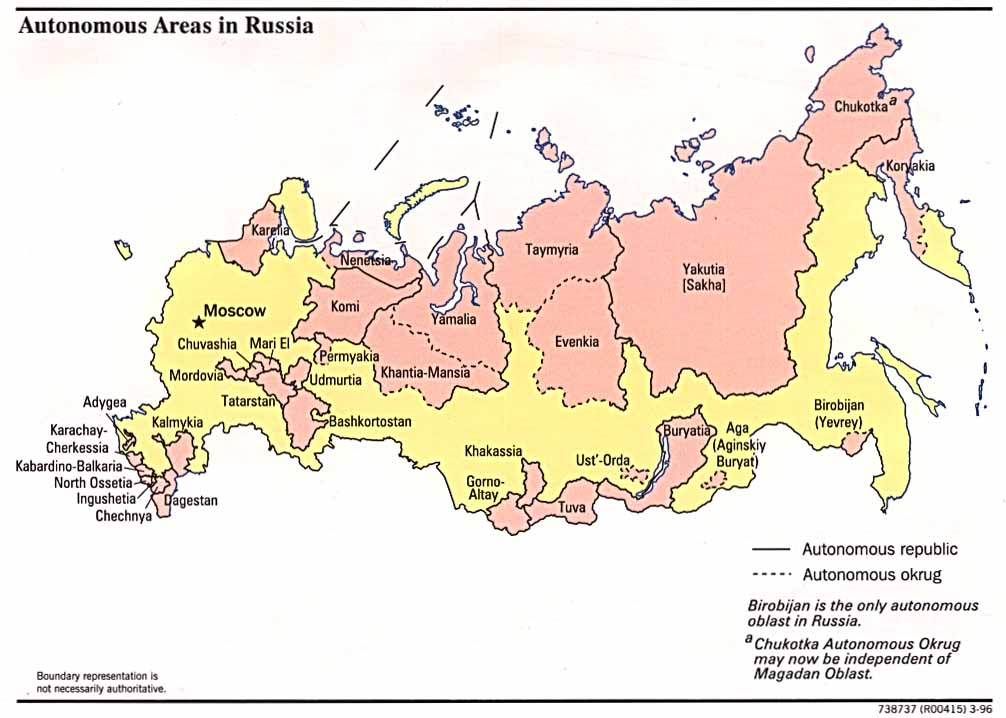
Autonomní oblasti Ruska v roce 1996

V roce 1991 se SSSR rozpadl na 15 zemí: Estonsko, Lotyšsko, Litva, Bělorusko, Ukrajina, Moldavsko, Rusko, Gruzie, Arménie, Ázerbájdžán, Kazachstán, Kyrgyzstán, Uzbekistán, Turkmenistán a Tádžikistán. Ty se staly nezávislými státy a mnohé z nich se dále staly Společenstvím nezávislých států.
Čečensko a Tatarstán usilovaly o nezávislost na Ruské federaci v roce 1994. S Tatarstánem bylo dosaženo dohody, která vyústila ve dvoustrannou smlouvu, a republika zůstala součástí Ruské federace. Konflikt s Čečenskem přerostl v první čečenskou válku poté, co byla v prosinci 1994 v republice rozmístěna ruská vojska.

## Formy ruské státnosti
Tlaky, které by mohly vést k rozpadu Ruska, a obavy o zachování integrity státu svědčí o tom, že současná ruská státnost nemusí být optimální formou ruského státu. Diskuse o budoucnosti ruské státnosti se soustřeďuje na transformaci, kterou ruský stát prochází od rozpadu Sovětského svazu. V centru této debaty stojí především otázka, zda se Rusko stane národním státem, nebo vysoce centralizovaným imperiálním státem.
Někteří vědci vidí Rusko v procesu transformace z imperiálního státu na národní stát a považují ji buď za žádoucí cestu k vybudování občanské společnosti (Jevgenij Jasin), nebo za nevyhnutelný a nezvratný rozpad impéria (Dmitrij Trenin). Někteří zastánci tohoto pohledu, jako například Emil A. Pain, se staví proti imperiálním ambicím s tím, že růst xenofobie, tradicionalismu a strachu ze Západu svědčí o pokračujícím rozkladu impéria.
Jiní, jako například Vladimir Ševčenko, považují centralizovanou formu státu podobnou impériu za vhodnější.  Ševčenko se domnívá, že existuje zásadní důvod, proč je Rusko po staletí samoregenerujícím se impériem, které tíhne k imperiálnímu státu a v poslední době se z Ruského impéria mění na „Rudé impérium“ SSSR.

## Možné příčiny rozpadu

### Jak uvedl Vladimir Ševčenko
Hlavní vědecký pracovník Filosofického ústavu Ruské akademie věd Vladimír Ševčenko při recenzování článku „Úpadek Ruska na počátku 21. století ve výpovědích současníků“ od O. J. Maslova poznamenal, že obsahuje rozsáhlý soubor autorů na téma rozpadu Ruska. Tito autoři se pohybují od zarytých zastánců myšlenky, že rozpad Ruska je téměř nevyhnutelný a již začal, až po zastánce myšlenky umělých a záměrných pokusů o to, aby se země rozpadla.
Hlavním důvodem dezintegračních procesů a možného zhroucení Ruska je podle Ševčenkovy přehledové práce „Budoucnost Ruska: Strategie filosofického porozumění“ neexistence jednotící národní myšlenky nebo projektu (jako byl komunismus v Sovětském svazu), který by sjednotil všechny národy Ruska. Ruská státnost se podle něj nachází v přechodném stavu, v němž se aktivizují všechny procesy: integrace i dezintegrace.
Dále vyjmenoval průvodní důvody možného rozpadu Ruska:
- xenofobní nálady („Rusko pro Rusy“),
- separatistické tendence menšinových etnických skupin v Rusku a
- přeměna ruských republik v plnohodnotné státy.[3]

Ve svém článku oponuje názoru, že rozpad již začal, a zdůrazňuje, že existují problémy jako právní extrateritorialita, případy diskriminace netitulárního etnika v republikových vládách a radikalizace islámu.

### Další ruské zdroje a důvody
Na přelomu 90. let a roku 2000 ruská vláda zakázala Tatarstánu přejít z cyrilice na latinku v obavě, že by to narušilo vnitřní jednotu a vedlo k rozpadu země. Na druhé straně v roce 2020 začal Kazachstán, nezávislý stát vzniklý po rozpadu Sovětského svazu, přecházet na latinku, a to údajně proto, aby se distancoval od ruského vlivu. Ruská vláda usiluje o to, aby všechny jazyky Ruska používaly cyrilici, a tím si vynutila jednotu.
Skupina analytiků vedená A. Kobjakovem ve zprávě pro konzervativní think tank Izborský klub vyjmenovala linie rozdělení v současné ruské společnosti, které by mohly potenciálně vést ke kolapsu státu: socioekonomická nerovnost, mezietnické vztahy, odcizení elit od lidu a opozice „tvůrčí třídy“ vůči zbytku společnosti.
Kulturolog I. Jakovenko se domnívá, že hlavní příčinou dezintegračních procesů je nerovnoměrný proces tržní modernizace v různých regionech Ruska, který zvyšuje ekonomickou izolaci těchto regionů od sebe navzájem. Jakovenko identifikuje následující regiony, na které se podle jeho názoru může Ruská federace rozpadnout: Dálný sever a jih Ruska, Sibiř, Severní Kavkaz a mezikontinentální hranice.
Podle matematika Georgije Malineckého existuje několik možných příčin kolapsu Ruska:
- velký rozdíl mezi úrovní příjmů různých sociálních vrstev,
- velké ekonomické rozdíly mezi jednotlivými regiony Ruska,
- složitost komunikace mezi různými regiony země kvůli nedostatečnému rozvoji infrastruktury,
- rozdělení generací,
- posilování stávajících rozkolů v náboženském, kulturním a národnostním kontextu a
- posilování moci místních regionálních vůdců.

### Demokratické hodnoty
Igor Šafarevič, který byl široce kritizován za antisemitismus a extrémní nacionalismus, napsal v roce 1981 esej Rusofobie, v níž obvinil „Židy usilující o světovládu“. Tvrdil, že jde o „rozsáhlé spiknutí proti Rusku a celému lidstvu“ a že usilují o zničení Ruska přijetím demokracie západního typu.
Peter Eltsov, profesor na National Defense University (USA), tvrdí, že Rusko nemůže přežít jako „skutečná liberální demokracie“ a „pravděpodobně by se rozpadlo“, kdyby přijalo západní hodnoty.

### Iredentismus
Jako v každé zemi s pozemními hranicemi žije v Rusku mnoho etnik příbuzných nebo totožných s titulárními etniky sousedních zemí. V některých z těchto pohraničních oblastí se projevují iredentistické myšlenky o sjednocení rozdělených národů.
V Burjatsku a dvou burjatských autonomních okruzích, z nichž jeden je Ust-Ordský burjatský okruh, se objevují myšlenky na připojení k Mongolsku v rámci myšlenky Panmongolismu.
Někteří kazašští nacionalisté si přejí získat zpět Orenburg, bývalé hlavní město Kazašské sovětské socialistické republiky, které je nyní součástí Ruska v Orenburské oblasti.
Mezi částí obyvatelstva Finska a Karélie bývala populární myšlenka sjednocení Finska a Karélie do Velkého Finska (Karelská otázka).

### Důsledky ruské invaze na Ukrajinu vroce 2022
Sféra vlivu po druhé světové válce (východní blok a Varšavská smlouva) se rozpadla v roce 1991 s výše zmíněným rozpadem Sovětského svazu. Rozpad byl z velké části nenásilný, i když se tvrdí, že násilný vpád Ruska na Ukrajinu (únor 2022) byl důsledkem rozpadu Sovětského svazu. V roce 2022, během několika týdnů po této invazi, někteří komentátoři předpovídali případný ruský kolaps jako její důsledek, zejména poté, co bylo zřejmé, že „speciální vojenská operace“ Vladimira Putina nebude rychlým vítězstvím. Někteří byli konkrétnější a uvedli, že k takovému kolapsu by mohlo dojít do roku 2025-2027.
V květnu 2022 vyzval americký novinář Casey Mitchell k „dekolonizaci“ Ruska. Podle něj by se mělo pokračovat v rozpadu bývalého Sovětského svazu, aby skončila vláda Moskvy nad ruskými republikami. O několik týdnů později uspořádala Komise pro bezpečnost a spolupráci v Evropě (CSCE) ve Washingtonu akci, na níž se diskutovalo o „potřebě dekolonizovat Rusko“ kvůli „barbarské válce Ruska proti Ukrajině“, jak se organizace vyjádřila, a vyzvala k rozhovoru o „vnitřním impériu Ruska“ a upozornila na „nadvládu Moskvy nad mnoha původními neruskými národy“.
Dne 21. září 2022 vyhlásil ruský prezident Vladimir Putin okamžitou částečnou mobilizaci, což vedlo k mnoha protestům po celé Ruské federaci, zejména pak v Republice Dagestán.
Navzdory tomu se Legie Svoboda Ruska, která působí na Ukrajině, staví proti jakémukoli rozpadu Ruské federace.

## Názory na důsledky rozpadu Ruska
V rozhovoru pro časopis Expert v dubnu 2005 šéf prezidentské administrativy Dmitrij Medveděv řekl:
| „                  | Pokud se nám nepodaří konsolidovat elitu, může Rusko jako jednotný stát zaniknout. Důsledky budou obludné. Rozpad Sovětského Svazu se ve srovnání s rozpadem současného Ruska může jevit jen jako scénka v mateřské školce. | “ |
| — Dmitrij Medveděv | |   |

V roce 2011 na zasedání vládní komise pro rozvoj Severokavkazského federálního okruhu v Gudermesu Vladimir Putin řekl, že pokud by Kavkaz náhle opustil Rusko:
| „                | Pokud se tak stane, pak se ve stejném okamžiku – ani ne za hodinu, ale za vteřinu – najdou ti, kteří budou chtít udělat totéž s jinými územními celky Ruska, a to bude tragédie, která postihne každého občana Ruska bez výjimky. | “ |
| — Vladimir Putin | |   |